# Seznam památných stromů v okrese Mělník
Toto je seznam památných stromů v okrese Mělník, v němž jsou uvedeny památné stromy na území okresu Mělník.
| Název                                                      | Obrázek                                                                    | Umístění                                                      | Druh                                                                                                   | Obvod [v cm] | Kód wikidata      | Galerie                                                                    | Poznámka |
| ---------------------------------------------------------- | -------------------------------------------------------------------------- | ------------------------------------------------------------- | --- | --- | ----------------- | -------------------------------------------------------------------------- | --- |
| Platan u Labe                                              |                                                                            | Brozánky 50°21′37″ s. š., 14°27′29″ v. d.                     | platan javorolistý                                                                                     | 593 | 105576 Q26790149  | Kategorie „Platanus acerifolia by Mělník“ na Wikimedia Commons             | V lužním lese na levé straně Labe za novým mostem v Mělníku |
| Dub v Čečelicích                                           |                                                                            | Čečelice 50°17′48″ s. š., 14°35′56″ v. d.                     | dub letní                                                                                              | 500 | 103861 Q26788907  | Kategorie „Dub v Čečelicích“ na Wikimedia Commons                          | Lokalita Na dílcích |
| Borovice „Augustínka“ †                                    |                                                                            | Dobřeň                                                        | borovice lesní                                                                                         | 305 | 104556 Q134966908 |                                                                            | V lesním porostu. |
| Dobřeňská lípa 1 †                                         |                                                                            | Dobřeň 50°28′46″ s. š., 14°33′24″ v. d.                       | lípa malolistá                                                                                         | 508 | 103917            |                                                                            | U roubené chalupy na návsi, čp. 1 |
| Lípa u roubenek                                            |                                                                            | Dobřeň 50°28′49″ s. š., 14°33′10″ v. d.                       | lípa malolistá                                                                                         | 350 | 103931 Q26788963  |                                                                            | Za můstkem, na levé straně cesty ke kravínu |
| Velká borovice u Počapel †                                 |                                                                            | Horní Počaply                                                 | borovice lesní                                                                                         | 239 | 104560 Q74837821  |                                                                            | V lesním porostu; zanikl neznámo kdy |
| Dub Na Mrkvici 1                                           |                                                                            | Hořín 50°20′7″ s. š., 14°28′23″ v. d.                         | dub letní                                                                                              | 490 | 104914 Q26789545  | Kategorie „Dub Na Mrkvici 1“ na Wikimedia Commons                          | Lokalita Hořín-Mrkvice |
| Dub Na Mrkvici 2                                           |                                                                            | Hořín 50°20′10″ s. š., 14°28′20″ v. d.                        | dub letní                                                                                              | 798 | 104915 Q26789546  | Kategorie „Dub Na Mrkvici 2“ na Wikimedia Commons                          | Hořín-Mrkvice |
| Dub v Chorouškách †                                        |                                                                            | Choroušky                                                     | dub letní                                                                                              | 354 | 103915            |                                                                            | nad silnicí do Choroušek |
| Lípa u vodojemu v Chorouškách                              |                                                                            | Choroušky 50°23′59″ s. š., 14°39′50″ v. d.                    | lípa malolistá                                                                                         | 660 | 103914 Q26788958  | Kategorie „Lípa u vodojemu v Chorouškách“ na Wikimedia Commons             | V obci u vodojemu. Široká koruna je částečně prořezaná a svázaná, kmen je dutý s adventivními kořeny uvnitř. Má zvláštní borku jako akát. Na kmeni i v koruně rostou houby. |
| Chorušická lípa                                            |                                                                            | Chorušice 50°22′51″ s. š., 14°40′54″ v. d.                    | lípa malolistá                                                                                         | 520 | 103916 Q26788959  | Kategorie „Chorušická lípa“ na Wikimedia Commons                           | U silnice z Chorušic do Mělnického Vtelna. Nízký, dutý, boulovitý kmen, obráží od kořenů i z boulí na kmeni. Odběr rouby 1999. |
| Jírovec maďal před statkem čp. 14                          |                                                                            | Chorušice 50°23′29″ s. š., 14°40′21″ v. d.                    | jírovec maďal                                                                                          | 320 | 104859 Q26789512  |                                                                            | Na veřejném prostranství ve středu obce před čp. 14. |
| Lípa srdčitá u rybníčka                                    |                                                                            | Chorušice 50°23′28″ s. š., 14°40′19″ v. d.                    | lípa malolistá                                                                                         | 380 | 104858 Q26789511  |                                                                            | U rybníčka na veřejném prostranství ve středu obce. |
| Lípa na rozcestí                                           |                                                                            | Chudolazy 50°28′44″ s. š., 14°30′0″ v. d.                     | lípa malolistá                                                                                         | 390 | 103874 Q26788917  | Kategorie „Lípa na rozcestí“ na Wikimedia Commons                          | Na rozcestí před Novými Osinalicemi u zeleně značené turistické trasy směrem ke Království. |
| Lípy u Chudolaz                                            |                                                                            | Chudolazy 50°28′47″ s. š., 14°29′12″ v. d.                    | lípa malolistá (2)                                                                                     | & Chyba ve výrazu: Neočekávaný operátor / Chyba ve výrazu: Neočekávaný operátor / Chyba ve výrazu: Neočekávaný operátor / Chyba ve výrazu: Neočekávaný operátor / Chyba ve výrazu: Neočekávaný operátor / Chyba ve výrazu: Neočekávaný operátor / Chyba ve výrazu: Neočekávaný operátor / Chyba ve výrazu: Neočekávaný operátor / Chyba ve výrazu: Neočekávaný operátor / Chyba ve výrazu: Neočekávaný operátor / Chyba ve výrazu: Neočekávaný operátor / Chyba ve výrazu: Neočekávaný operátor / Chyba ve výrazu: Neočekávaný operátor / Chyba ve výrazu: Neočekávaný operátor / Chyba ve výrazu: Neočekávaný operátor / -1.0000-0 | 103878 Q26780157  |                                                                            | U křížku u cesty Medonosy–Chudolazy |
| Lípa u Taušovny                                            | Lípa u Taušovny                                                            | Janova Ves 50°25′12″ s. š., 14°33′15″ v. d.                   | lípa malolistá                                                                                         | 474 | 103882 Q26788923  | Kategorie „Lípa u Taušovny“ na Wikimedia Commons                           | U křížku mezi Bosyní a Janovou Vsí na kmeni dřevěný kříž. |
| Jestřebická lípa                                           | Jestřebická lípa                                                           | Jestřebice u Kokořína 50°27′45″ s. š., 14°34′42″ v. d.        | lípa malolistá                                                                                         | 410 | 103930 Q26788962  | Kategorie „Jestřebická lípa“ na Wikimedia Commons                          | V zahradě domu čp. 77. |
| Ješovická lípa                                             |                                                                            | Ješovice 50°25′57″ s. š., 14°25′57″ v. d.                     | lípa malolistá                                                                                         | 449 | 103913 Q26788957  |                                                                            | Na návsi. Zajímavý kmen, obvod kmene neměřitelný. |
| Kadlínská lípa                                             |                                                                            | Kadlín 50°23′50″ s. š., 14°41′54″ v. d.                       | lípa malolistá                                                                                         | 600 | 103889 Q26788941  |                                                                            | U fary, významné torzo stromu, významný stářím. |
| Topol u Korycanského potoka                                |                                                                            | Korycany 50°15′19″ s. š., 14°27′13″ v. d.                     | topol kanadský                                                                                         | 337 | 103860 Q26788906  | Kategorie „Topol u Korycanského potoka“ na Wikimedia Commons               | U Korycanského potoka |
| Lípa v Kostelci nad Labem 1                                |                                                                            | Kostelec nad Labem 50°13′49″ s. š., 14°35′19″ v. d.           | lípa malolistá                                                                                         | 354 | 103912 Q26788956  | Kategorie „Lípa v Kostelci nad Labem“ na Wikimedia Commons                 | Na náměstí proti lékárně |
| Lípa v Rudči †                                             |                                                                            | Kostelec nad Labem 50°14′8″ s. š., 14°35′7″ v. d.             | lípa malolistá                                                                                         | 287 | 103873            |                                                                            | Před čp. 12 v osadě Rudeč. Strom padl při vichřici 23. 7. 2009. |
| Lípa Lafkova                                               |                                                                            | Kostelec nad Labem 50°13′58″ s. š., 14°35′20″ v. d.           | lípa velkolistá                                                                                        | 438 | 106517 Q128499915 | Kategorie „Lípa Lafkova“ na Wikimedia Commons                              | Travnatá plocha před domem čp. 718 v ulici Lafkova. |
| Lípa v Kozlech                                             |                                                                            | Kozly u Tišic 50°15′18″ s. š., 14°33′32″ v. d.                | lípa malolistá                                                                                         | 505 | 103886 Q26788936  | Kategorie „Lípa v Kozlech“ na Wikimedia Commons                            | Proti rozcestí k náplavu v ulici K náplavce. Při bouři v noci z 12. na 13. června 2003 byla vážně poškozena. Těsně nad rozvětvením se odlomila jedna ze tří kosterních větví. Větev byla odstraněna a vazba opravena. 2007 – na pahýlu po odlomené větvi je plodnice dřevokazné houby.                                              |
| Topoly v Kozlech                                           |                                                                            | Kozly u Tišic 50°15′7″ s. š., 14°33′21″ v. d.                 | topol černý (5)                                                                                        | & Chyba ve výrazu: Neočekávaný operátor / Chyba ve výrazu: Neočekávaný operátor / Chyba ve výrazu: Neočekávaný operátor / Chyba ve výrazu: Neočekávaný operátor / Chyba ve výrazu: Neočekávaný operátor / Chyba ve výrazu: Neočekávaný operátor / Chyba ve výrazu: Neočekávaný operátor / Chyba ve výrazu: Neočekávaný operátor / Chyba ve výrazu: Neočekávaný operátor / Chyba ve výrazu: Neočekávaný operátor / Chyba ve výrazu: Neočekávaný operátor / Chyba ve výrazu: Neočekávaný operátor / Chyba ve výrazu: Neočekávaný operátor / Chyba ve výrazu: Neočekávaný operátor / Chyba ve výrazu: Neočekávaný operátor / -1.0000-0 | 103887 Q26780168  | Kategorie „Topoly v Kozlech“ na Wikimedia Commons                          | Na ochranné hrázi na pravém břehu Labe podél naučné stezky Putování tišickou krajinou. Jeden topol spadl před r. 1986. |
| Lípa u Křížku                                              |                                                                            | Libovice 50°28′12″ s. š., 14°38′4″ v. d.                      | lípa malolistá                                                                                         | 357 | 103894 Q26788944  | Kategorie „Lípa u křížku v Příbozích“ na Wikimedia Commons                 | Před domem čp. 2 v osadě Příbohy u křížku. Původně vyhlášena skupina 2 lip – 1 lípa zrušena. |
| U pěti bratří                                              |                                                                            | Lobeček 50°15′46″ s. š., 14°18′23″ v. d.                      | dub letní (5)                                                                                          | & Chyba ve výrazu: Neočekávaný operátor / Chyba ve výrazu: Neočekávaný operátor / Chyba ve výrazu: Neočekávaný operátor / Chyba ve výrazu: Neočekávaný operátor / Chyba ve výrazu: Neočekávaný operátor / Chyba ve výrazu: Neočekávaný operátor / Chyba ve výrazu: Neočekávaný operátor / Chyba ve výrazu: Neočekávaný operátor / Chyba ve výrazu: Neočekávaný operátor / Chyba ve výrazu: Neočekávaný operátor / Chyba ve výrazu: Neočekávaný operátor / Chyba ve výrazu: Neočekávaný operátor / Chyba ve výrazu: Neočekávaný operátor / Chyba ve výrazu: Neočekávaný operátor / Chyba ve výrazu: Neočekávaný operátor / -1.0000-0 | 103858 Q26780150  |                                                                            | Na pravém břehu Vltavy „U pěti bratří“, za cvičištěm pro psy u modře značené turistické stezky . Jeden zcela suchý, ostatní dožívají. 2 duby skáceny – zrušovací rozhodnutí nedoručeno. |
| Dub u Lobkovic                                             |                                                                            | Lobkovice 50°15′23″ s. š., 14°31′34″ v. d.                    | dub letní                                                                                              | 376 | 103900 Q26788948  | Kategorie „Dub u Lobkovic“ na Wikimedia Commons                            | Pod mlýnem u ústí Kojetického potoka u modře značené poutní cesty Blaník–Říp. |
| Jinan v Lobkovicích                                        | Jinan v Lobkovicích                                                        | Lobkovice 50°15′6″ s. š., 14°32′28″ v. d.                     | jinan dvoulaločný                                                                                      | 266 | 103910 Q26788955  | Kategorie „Jinan v Lobkovicích“ na Wikimedia Commons                       | Poblíž vchodu do zámku. Pěkný strom s částečně prosychající korunou, neplodí, v 5 m se kmen dělí na dvě hlavní větve. Koruna je jednostranná. Dříve ve skupině akátů, dnes solitera, okolní stromy odkáceny. |
| Lípa v Lobkovicích 1                                       |                                                                            | Lobkovice 50°15′10″ s. š., 14°32′ v. d.                       | lípa malolistá                                                                                         | 385 | 103899 Q26788947  | Kategorie „Lípa v Lobkovicích 1“ na Wikimedia Commons                      | U transformátoru za kostelem. Boulovitý kmen porostlý výmladky, směrem ze svahu dolů mohutný kořenový náběh, asymetrická koruna, dvě hlavní větve. |
| Jasan ztepilý v Liběchově                                  |                                                                            | Liběchov 50°24′47″ s. š., 14°27′15″ v. d.                     | jasan ztepilý                                                                                          | 260 | 106527            |                                                                            | Na zahradě domu čp. 254 v Liběchově. |
| Alej podél křížové cesty                                   |                                                                            | Liběchov 50°24′24″ s. š., 14°27′ v. d.                        | lípa malolistá (15) lípa velkolistá (2)                                                                | & Chyba ve výrazu: Neočekávaný operátor / Chyba ve výrazu: Neočekávaný operátor / Chyba ve výrazu: Neočekávaný operátor / Chyba ve výrazu: Neočekávaný operátor / Chyba ve výrazu: Neočekávaný operátor / Chyba ve výrazu: Neočekávaný operátor / Chyba ve výrazu: Neočekávaný operátor / Chyba ve výrazu: Neočekávaný operátor / Chyba ve výrazu: Neočekávaný operátor / Chyba ve výrazu: Neočekávaný operátor / Chyba ve výrazu: Neočekávaný operátor / Chyba ve výrazu: Neočekávaný operátor / Chyba ve výrazu: Neočekávaný operátor / Chyba ve výrazu: Neočekávaný operátor / Chyba ve výrazu: Neočekávaný operátor / -1.0000-0 | 106557            |                                                                            | U přístupové cesty ke kapli svatého Ducha nad Liběchovem, která je součástí Polabské naučné stezky „Za vínem a poznáním“. |
| Lípa v Lobkovicích 2 †                                     | Lípa v Lobkovicích 2                                                       | Lobkovice 50°15′9″ s. š., 14°31′58″ v. d.                     | lípa malolistá                                                                                         | 450 | 103898            | Kategorie „Lípa v Lobkovicích 2“ na Wikimedia Commons                      | U brány před kostelem. Zajímavé kořenové náběhy. V roce 2002 osekány výmladky. 20. 11. 2014 byla jedna z kosterních větví zcela suchá, další dvě značně redukovány, pevné podkladnicové vazby, na kmeni místy boule s výmladky, kmen byl silně napaden lesklokorkou ploskou. Pokácen 13. listopadu 2015 a následně zrušena ochrana. |
| Školní buk v Mělníce                                       |                                                                            | Mělník 50°20′44″ s. š., 14°28′55″ v. d.                       | buk lesní                                                                                              | 376 | 105822 Q26790396  |                                                                            | V areálu zahradnické školy uprostřed mezi budovami a okolními pozemky. |
| Pyramidální dub na hřbitově                                |                                                                            | Mělník 50°20′44″ s. š., 14°29′5″ v. d.                        | dub letní sloupovitý                                                                                   | 350 | 103868 Q26788913  | Kategorie „Pyramidální dub na hřbitově“ na Wikimedia Commons               | Na Hřbitově svatého Václava v Mělníce. |
| Jerlín v Mělníku                                           |                                                                            | Mělník 50°21′17″ s. š., 14°28′14″ v. d.                       | jerlín japonský                                                                                        | 319 | 103909 Q26788954  | Kategorie „Jerlín v Mělníku“ na Wikimedia Commons                          | V Zádušní ulici v malém parčíku u silnice vedoucí k Pšovce. |
| Jilm u mlýna                                               |                                                                            | Mělník 50°21′44″ s. š., 14°27′42″ v. d.                       | jilm vaz                                                                                               | 304 | 103862 Q26788910  | Kategorie „Jilm u mlýna“ na Wikimedia Commons                              | U bývalého Polabského mlýna v ulici Čertovská. |
| Lípa u hrobky Valentů na Chloumku                          |                                                                            | Mělník 50°22′24″ s. š., 14°30′27″ v. d.                       | lípa malolistá                                                                                         | 685 | 103908 Q26788953  | Kategorie „Lípa u hrobky Valentů na Chloumku“ na Wikimedia Commons         | Na hřbitově u Kostela Nejsvětější Trojice na Chloumku u hrobky Valentů. |
| Platan na Čertovské                                        |                                                                            | Mělník 50°21′44″ s. š., 14°27′42″ v. d.                       | platan javorolistý                                                                                     | 308 | 103863 Q26788911  | Kategorie „Platan na Čertovské“ na Wikimedia Commons                       | U bývalého Polabského mlýna v ulici Čertovská. |
| Rousovický dub Na Hadíku                                   |                                                                            | Mělník 50°20′13″ s. š., 14°29′32″ v. d.                       | dub letní                                                                                              | 690 | 103907 Q26788952  | Kategorie „Rousovický dub Na Hadíku“ na Wikimedia Commons                  | Ve svahu za silnicí na Hadík; dvojkmen. Kmen měřen u země. Koruna proschlá, kosterní větve polámané. Je prořezaný a ošetřený. |
| Topoly v přístavu †                                        |                                                                            | Mělník                                                        | topol černý (33)                                                                                       | & Chyba ve výrazu: Neočekávaný operátor / Chyba ve výrazu: Neočekávaný operátor / Chyba ve výrazu: Neočekávaný operátor / Chyba ve výrazu: Neočekávaný operátor / Chyba ve výrazu: Neočekávaný operátor / Chyba ve výrazu: Neočekávaný operátor / Chyba ve výrazu: Neočekávaný operátor / Chyba ve výrazu: Neočekávaný operátor / Chyba ve výrazu: Neočekávaný operátor / Chyba ve výrazu: Neočekávaný operátor / Chyba ve výrazu: Neočekávaný operátor / Chyba ve výrazu: Neočekávaný operátor / Chyba ve výrazu: Neočekávaný operátor / Chyba ve výrazu: Neočekávaný operátor / Chyba ve výrazu: Neočekávaný operátor / -1.0000-0 | 103865            |                                                                            | v areálu přístavu |
| Buk v parku u ZŠ Mšeno †                                   |                                                                            | Mšeno                                                         | buk lesní nachový                                                                                      | 320 | 104823            |                                                                            | V parku před základní školou v levé části nad přístupovou cestou |
| Jedle u Brusné †                                           |                                                                            | Mšeno                                                         | jedle bělokorá                                                                                         | 225 | 103902            |                                                                            | u silnice Příběhy Dolní Brusné, (z Ráje do Libovic) okraj lesa |
| Lípa v parku u ZŠ Mšeno                                    |                                                                            | Mšeno 50°26′16″ s. š., 14°38′18″ v. d.                        | lípa malolistá                                                                                         | 317 | 104822 Q26789418  | Kategorie „Lípa u školy ve Mšeně“ na Wikimedia Commons                     | V parku před základní školou; při pohledu od hlavní silnice v levé části nad přístupovou cestou |
| Mšenská lípa 1                                             |                                                                            | Mšeno 50°26′27″ s. š., 14°37′54″ v. d.                        | lípa malolistá                                                                                         | 340 | 103906 Q26788951  | Kategorie „Mšenská lípa 1“ na Wikimedia Commons                            | Na travnaté ploše mezi ulicemi Palackého a Pod Javorem u modře a zeleně značené turistické trasy. Údajně vysazena roku 1920. |
| Mšenská lípa 2                                             |                                                                            | Mšeno 50°26′28″ s. š., 14°38′5″ v. d.                         | lípa malolistá                                                                                         | 466 | 103905 Q26788949  | Kategorie „Mšenská lípa 2“ na Wikimedia Commons                            | U čp. 177 vedle Cinibulkovy stezky Údajně vysazena roku 1920. |
| Mšenská lípa 3 †                                           | Mšenská lípa 3                                                             | Mšeno 50°26′37″ s. š., 14°37′59″ v. d.                        | lípa malolistá                                                                                         | 455 | 103904            | Kategorie „Mšenská lípa 3“ na Wikimedia Commons                            | Při výjezdu z obce směrem na Romanov. Ochrana zrušena 14. února 2011. |
| Romanovské lípy 1                                          | Romanovské lípy 1                                                          | Mšeno 50°26′58″ s. š., 14°37′37″ v. d.                        | lípa malolistá (2)                                                                                     | & Chyba ve výrazu: Neočekávaný operátor / Chyba ve výrazu: Neočekávaný operátor / Chyba ve výrazu: Neočekávaný operátor / Chyba ve výrazu: Neočekávaný operátor / Chyba ve výrazu: Neočekávaný operátor / Chyba ve výrazu: Neočekávaný operátor / Chyba ve výrazu: Neočekávaný operátor / Chyba ve výrazu: Neočekávaný operátor / Chyba ve výrazu: Neočekávaný operátor / Chyba ve výrazu: Neočekávaný operátor / Chyba ve výrazu: Neočekávaný operátor / Chyba ve výrazu: Neočekávaný operátor / Chyba ve výrazu: Neočekávaný operátor / Chyba ve výrazu: Neočekávaný operátor / Chyba ve výrazu: Neočekávaný operátor / -1.0000-0 | 103903 Q26780165  | Kategorie „Romanovské lípy“ na Wikimedia Commons                           | U silnice do Mšena, odbočka ke kostelu, u stodoly „Romanov“; obvod kmene: 285 cm a 318 cm. Ochrana jedné z lip zrušena v roce 2021. |
| Stromořadí ve Mšeně                                        |                                                                            | Mšeno 50°26′7″ s. š., 14°37′59″ v. d.                         | dub zimní (1) buk lesní (1) javor klen (1) javor klen (1) jasan ztepilý (1)                            | & Chyba ve výrazu: Neočekávaný operátor / Chyba ve výrazu: Neočekávaný operátor / Chyba ve výrazu: Neočekávaný operátor / Chyba ve výrazu: Neočekávaný operátor / Chyba ve výrazu: Neočekávaný operátor / Chyba ve výrazu: Neočekávaný operátor / Chyba ve výrazu: Neočekávaný operátor / Chyba ve výrazu: Neočekávaný operátor / Chyba ve výrazu: Neočekávaný operátor / Chyba ve výrazu: Neočekávaný operátor / Chyba ve výrazu: Neočekávaný operátor / Chyba ve výrazu: Neočekávaný operátor / Chyba ve výrazu: Neočekávaný operátor / Chyba ve výrazu: Neočekávaný operátor / Chyba ve výrazu: Neočekávaný operátor / -1.0000-0 | 103852 Q26790913  |                                                                            | V jižní části obce, vpravo od silnice Mšeno-Stránka a přejezdu přes trať. |
| Lípa na hřbitově v Nebuželech                              | Lípa na hřbitově                                                           | Nebužely 50°23′30″ s. š., 14°35′30″ v. d.                     | lípa malolistá                                                                                         | 340 | 103875 Q26788918  | Kategorie „Tilia cordata, Nebužely“ na Wikimedia Commons                   | Uprostřed starého hřbitova za evangelickým kostelem. |
| Smrk v Provazní rokli †                                    |                                                                            | Nebužely                                                      | smrk ztepilý                                                                                           | 248 | 103924            |                                                                            | V lesním porostu v Provazní rokli. |
| Mléč v Nedomicích †                                        |                                                                            | Nedomice 50°15′40″ s. š., 14°36′46″ v. d.                     | javor mléč                                                                                             | 256 | 103891            |                                                                            | V obci v křižovatce na travnatém ostrůvku u čp. 44. Ochrana zrušena k 25. dubnu 2014 z důvodu špatného zdravotního stavu dřeviny. |
| Lindy u Neratovic                                          | Lindy u Neratovic                                                          | Neratovice 50°16′2″ s. š., 14°32′16″ v. d.                    | topol bílý (2)                                                                                         | 686,452 | 105994 Q26780171  | Kategorie „Lindy u Neratovic“ na Wikimedia Commons                         | Mlékojedy, v zeleném pásu oddělujícím pole od nezpevněné cesty vedoucí k pískovně. Vyhlášeny 14. 5. 2014. |
| Dub u Mlékojed                                             | Památný dub u Mlékojed na podzim 2018                                      | Neratovice 50°15′17″ s. š., 14°32′4″ v. d.                    | dub letní                                                                                              | 352 | 103897 Q26788946  | Kategorie „Dub u Mlékojed“ na Wikimedia Commons                            | U přívozu na pravém břehu Labe na okraji lesa. |
| Linda v Neratovicích                                       |                                                                            | Neratovice 50°15′41″ s. š., 14°30′24″ v. d.                   | topol bílý                                                                                             | 435 | 105987 Q26790602  | Kategorie „Topol bílý u Vojtěšské a Byškovické ulice“ na Wikimedia Commons | Na travnaté ploše u ulic Vojtěšská – Byškovická – Erbenova. Vyhlášen 8. 4. 2014. |
| Pyramidální topol v Neratovicích                           | Památný strom v Neratovicích, topol černý (Populus nigra 'Italica') v létě | Neratovice 50°15′39″ s. š., 14°31′13″ v. d.                   | topol černý                                                                                            | 482 | 105995 Q26790608  | Kategorie „Pyramidální topol v Neratovicích“ na Wikimedia Commons          | Na zpevněné ploše chodníku na křižovatce ulic Masarykova a Na závěrce. Vyhlášen 10. 4. 2014. |
| Lípa u čp. 10                                              |                                                                            | Nosálov 50°28′25″ s. š., 14°40′12″ v. d.                      | lípa malolistá                                                                                         | 322 | 103896 Q26788945  |                                                                            | U turistického rozcestníku žlutě a modře značené stezky před domem čp. 10. |
| Lípy u čp. 8                                               |                                                                            | Nosálov 50°28′25″ s. š., 14°40′14″ v. d.                      | lípa malolistá (2)                                                                                     | & Chyba ve výrazu: Neočekávaný operátor / Chyba ve výrazu: Neočekávaný operátor / Chyba ve výrazu: Neočekávaný operátor / Chyba ve výrazu: Neočekávaný operátor / Chyba ve výrazu: Neočekávaný operátor / Chyba ve výrazu: Neočekávaný operátor / Chyba ve výrazu: Neočekávaný operátor / Chyba ve výrazu: Neočekávaný operátor / Chyba ve výrazu: Neočekávaný operátor / Chyba ve výrazu: Neočekávaný operátor / Chyba ve výrazu: Neočekávaný operátor / Chyba ve výrazu: Neočekávaný operátor / Chyba ve výrazu: Neočekávaný operátor / Chyba ve výrazu: Neočekávaný operátor / Chyba ve výrazu: Neočekávaný operátor / -1.0000-0 | 103895 Q26780160  |                                                                            | Před čp. 8 u žlutě značené turistické trasy. |
| Babyka u Nové Vsi                                          |                                                                            | Nová Ves u Nelahozevsi 50°18′28″ s. š., 14°18′37″ v. d.       | javor babyka                                                                                           | 215 | 103893 Q26788943  |                                                                            | Zahrada mateřské školky, v dolní části u Bakovského potoka. Ve výšce 6 m instalovány obruče proti zlomu větví. |
| Jasan na Kamínku                                           | Jasan na Kamínku                                                           | Nové Tupadly 50°26′11″ s. š., 14°29′39″ v. d.                 | jasan ztepilý                                                                                          | 420 | 103851 Q26788899  | Kategorie „Jasan na Kamínku“ na Wikimedia Commons                          | U silnice od Sitné směrem na Želízy nedaleko vrcholu Na Šitole. |
| Jerlín v Obříství                                          |                                                                            | Obříství 50°17′45″ s. š., 14°28′7″ v. d.                      | jerlín japonský                                                                                        | 318 | 103859 Q26788905  | Kategorie „Jerlín v Obříství“ na Wikimedia Commons                         | U Památníku Bedřicha Smetany. |
| Buk Na Víně                                                |                                                                            | Olešno 50°27′35″ s. š., 14°37′5″ v. d.                        | buk lesní                                                                                              | 420 | 103892 Q26788942  | Kategorie „Buk Na Víně“ na Wikimedia Commons                               | Za samotou „Na Víně“ nedaleko žlutě značené turistické trasy. |
| Skupina na návsi v Olešně                                  | Lípy a jírovec v Olešně                                                    | Olešno 50°28′3″ s. š., 14°36′27″ v. d.                        | lípy malolisté a jírovec maďal                                                                         | & Chyba ve výrazu: Neočekávaný operátor / Chyba ve výrazu: Neočekávaný operátor / Chyba ve výrazu: Neočekávaný operátor / Chyba ve výrazu: Neočekávaný operátor / Chyba ve výrazu: Neočekávaný operátor / Chyba ve výrazu: Neočekávaný operátor / Chyba ve výrazu: Neočekávaný operátor / Chyba ve výrazu: Neočekávaný operátor / Chyba ve výrazu: Neočekávaný operátor / Chyba ve výrazu: Neočekávaný operátor / Chyba ve výrazu: Neočekávaný operátor / Chyba ve výrazu: Neočekávaný operátor / Chyba ve výrazu: Neočekávaný operátor / Chyba ve výrazu: Neočekávaný operátor / Chyba ve výrazu: Neočekávaný operátor / -1.0000-0 | 103870 Q26780161  | Kategorie „Skupina na návsi v Olešně“ na Wikimedia Commons                 | Na návsi osady Olešno. |
| Lípa u střelnice †                                         |                                                                            | Osinalice 50°29′45″ s. š., 14°31′55″ v. d.                    | lípa malolistá                                                                                         | 355 | 103869            |                                                                            | Na valu v závěru bývalé střelnice, severně od Osinalic. V posledním červnovém týdnu 2014 došlo k odlomení celé koruny v místě větvení kmene. Ochrana následně zrušena 21. července 2014. |
| Sedlecká lípa †                                            |                                                                            | Sedlec u Mšena                                                | lípa malolistá                                                                                         | 345 | 103901            |                                                                            | Na návsi u čp. 29. Ochrana zrušena 30. dubna 2009. |
| Lípy na Hradsku                                            |                                                                            | Sedlec u Mšena 50°25′50″ s. š., 14°35′11″ v. d.               | lípa velkolistá (2)                                                                                    | & Chyba ve výrazu: Neočekávaný operátor / Chyba ve výrazu: Neočekávaný operátor / Chyba ve výrazu: Neočekávaný operátor / Chyba ve výrazu: Neočekávaný operátor / Chyba ve výrazu: Neočekávaný operátor / Chyba ve výrazu: Neočekávaný operátor / Chyba ve výrazu: Neočekávaný operátor / Chyba ve výrazu: Neočekávaný operátor / Chyba ve výrazu: Neočekávaný operátor / Chyba ve výrazu: Neočekávaný operátor / Chyba ve výrazu: Neočekávaný operátor / Chyba ve výrazu: Neočekávaný operátor / Chyba ve výrazu: Neočekávaný operátor / Chyba ve výrazu: Neočekávaný operátor / Chyba ve výrazu: Neočekávaný operátor / -1.0000-0 | 103890 Q26780162  |                                                                            | U kostela. |
| Lípa v Sitném                                              | Lípa v Sitné                                                               | Sitné 50°26′37″ s. š., 14°31′30″ v. d.                        | lípa malolistá                                                                                         | 435 | 103877 Q26788920  | Kategorie „Lípa malolistá v Sitném“ na Wikimedia Commons                   | Na návsi. |
| Lípa ve Skramouši †                                        |                                                                            | Skramouš 50°26′46″ s. š., 14°40′3″ v. d.                      | lípa malolistá                                                                                         | 405 | 103925            |                                                                            | V horní části osady u křížku. Padla při bouři 23. července 2009. Ochrana následně zrušena. |
| Hrušeň ve Spomyšli †                                       |                                                                            | Spomyšl                                                       | hrušeň obecná                                                                                          | 320 | 104558 Q74837629  |                                                                            | V zahradě u čp. 27. Spadla při větrné smršti 28. ledna 1994. Zrušovací rozhodnutí nedoručeno. |
| U dvou borovic                                             | U dvou borovic                                                             | Střemy 50°22′33″ s. š., 14°33′33″ v. d.                       | borovice černá (2)                                                                                     | & Chyba ve výrazu: Neočekávaný operátor / Chyba ve výrazu: Neočekávaný operátor / Chyba ve výrazu: Neočekávaný operátor / Chyba ve výrazu: Neočekávaný operátor / Chyba ve výrazu: Neočekávaný operátor / Chyba ve výrazu: Neočekávaný operátor / Chyba ve výrazu: Neočekávaný operátor / Chyba ve výrazu: Neočekávaný operátor / Chyba ve výrazu: Neočekávaný operátor / Chyba ve výrazu: Neočekávaný operátor / Chyba ve výrazu: Neočekávaný operátor / Chyba ve výrazu: Neočekávaný operátor / Chyba ve výrazu: Neočekávaný operátor / Chyba ve výrazu: Neočekávaný operátor / Chyba ve výrazu: Neočekávaný operátor / -1.0000-0 | 103888 Q26780156  | Kategorie „U dvou borovic“ na Wikimedia Commons                            | 0.2 km východně od rezervace Holý vrch nad Beránkovou roklí. Průměr koruny je společně 20 m. |
| Duby u tůně v Tuhani                                       |                                                                            | Tuhaň 50°17′37″ s. š., 14°30′38″ v. d.                        | dub letní (2)                                                                                          | & Chyba ve výrazu: Neočekávaný operátor / Chyba ve výrazu: Neočekávaný operátor / Chyba ve výrazu: Neočekávaný operátor / Chyba ve výrazu: Neočekávaný operátor / Chyba ve výrazu: Neočekávaný operátor / Chyba ve výrazu: Neočekávaný operátor / Chyba ve výrazu: Neočekávaný operátor / Chyba ve výrazu: Neočekávaný operátor / Chyba ve výrazu: Neočekávaný operátor / Chyba ve výrazu: Neočekávaný operátor / Chyba ve výrazu: Neočekávaný operátor / Chyba ve výrazu: Neočekávaný operátor / Chyba ve výrazu: Neočekávaný operátor / Chyba ve výrazu: Neočekávaný operátor / Chyba ve výrazu: Neočekávaný operátor / -1.0000-0 | 103864 Q26780153  | Kategorie „Duby u tůně v Tuhani“ na Wikimedia Commons                      | U tůně za statkem východně od přírodní rezervace Úpor-Černínovsko. |
| Jilm v Tupadlech                                           |                                                                            | Tupadly 50°26′36″ s. š., 14°28′18″ v. d.                      | jilm horský                                                                                            | 420 | 103885 Q26788925  |                                                                            | Proti rozcestí na Vidim u mostku přes potok vpravo. Kmen s mohutnými kořenovými náběhy. Od země porostlý tenkými větvičkami, ve 4 m se dělí na tři kosterní větve, koruna mírně proschlá. |
| Lípa v Tupadlech †                                         |                                                                            | Tupadly 50°26′35″ s. š., 14°28′39″ v. d.                      | lípa malolistá                                                                                         | 420 | 103872 Q26788916  |                                                                            | V obci. Ochrana stromu zrušena 06. dubna 2021 |
| Buk ve Velkém Újezdě                                       |                                                                            | Velký Újezd u Chorušic 50°24′31″ s. š., 14°37′37″ v. d.       | buk lesní                                                                                              | 290 | 103866 Q26788912  |                                                                            | V obecním parčíku. |
| Lípa ve Velkém Újezdě †                                    |                                                                            | Velký Újezd u Chorušic 50°24′32″ s. š., 14°37′39″ v. d.       | lípa malolistá                                                                                         | 502 | 103867            |                                                                            | V obecním parčíku. Při bouři 23. července 2009 odlomena koruna stromu. Ochrana následně zrušena. |
| Lípy u silnice †                                           |                                                                            | Velký Újezd u Chorušic 50°24′27″ s. š., 14°36′31″ v. d.       | lípa malolistá (3)                                                                                     | & Chyba ve výrazu: Neočekávaný operátor / Chyba ve výrazu: Neočekávaný operátor / Chyba ve výrazu: Neočekávaný operátor / Chyba ve výrazu: Neočekávaný operátor / Chyba ve výrazu: Neočekávaný operátor / Chyba ve výrazu: Neočekávaný operátor / Chyba ve výrazu: Neočekávaný operátor / Chyba ve výrazu: Neočekávaný operátor / Chyba ve výrazu: Neočekávaný operátor / Chyba ve výrazu: Neočekávaný operátor / Chyba ve výrazu: Neočekávaný operátor / Chyba ve výrazu: Neočekávaný operátor / Chyba ve výrazu: Neočekávaný operátor / Chyba ve výrazu: Neočekávaný operátor / Chyba ve výrazu: Neočekávaný operátor / -1.0000-0 | 103884 Q26780166  |                                                                            | Vlevo od silnice Nebužely–Mšeno u torza božích muk. Kmen posledního odumírajícího jedince napaden dřevomorem kořenovým. Ochrana stromu zrušena 22. srpna 2017 pro jeho špatný stav. |
| Vejmutovka ve Veltruském parku                             |                                                                            | Veltrusy 50°17′ s. š., 14°20′26″ v. d.                        | borovice vejmutovka                                                                                    | 376 | 105778 Q26790360  |                                                                            | V zámeckém parku v osové aleji. Asymetrická koruna vzhledem k růstu při okraji porostu, spodní část koruny vyvětvovaná, zlomená větší větev. |
| Duby ve Veltruském parku                                   |                                                                            | Veltrusy 50°16′41″ s. š., 14°19′57″ v. d.                     | dub letní (3)                                                                                          | & Chyba ve výrazu: Neočekávaný operátor / Chyba ve výrazu: Neočekávaný operátor / Chyba ve výrazu: Neočekávaný operátor / Chyba ve výrazu: Neočekávaný operátor / Chyba ve výrazu: Neočekávaný operátor / Chyba ve výrazu: Neočekávaný operátor / Chyba ve výrazu: Neočekávaný operátor / Chyba ve výrazu: Neočekávaný operátor / Chyba ve výrazu: Neočekávaný operátor / Chyba ve výrazu: Neočekávaný operátor / Chyba ve výrazu: Neočekávaný operátor / Chyba ve výrazu: Neočekávaný operátor / Chyba ve výrazu: Neočekávaný operátor / Chyba ve výrazu: Neočekávaný operátor / Chyba ve výrazu: Neočekávaný operátor / -1.0000-0 | 105775 Q26780146  | Kategorie „Tři duby letní“ na Wikimedia Commons                            | V zámeckém parku v blízkosti cesty k zámku. |
| Platan ve Veltruském parku                                 |                                                                            | Veltrusy 50°16′31″ s. š., 14°19′44″ v. d.                     | platan javorolistý                                                                                     | 510 | 105777 Q26790359  | Kategorie „Platan ve Veltruském parku“ na Wikimedia Commons                | V zámeckém parku u modře značené turistické stezky na louce v blízkosti zámku. Výrazná solitéra, kmen s mohutnými náběhy, v místě nad první slabší odbočující větví dutina do kmene zakrytá nefunkční stříškou. |
| Platany ve Veltruském parku                                |                                                                            | Veltrusy 50°16′41″ s. š., 14°20′32″ v. d.                     | platan javorolistý (3)                                                                                 | & Chyba ve výrazu: Neočekávaný operátor / Chyba ve výrazu: Neočekávaný operátor / Chyba ve výrazu: Neočekávaný operátor / Chyba ve výrazu: Neočekávaný operátor / Chyba ve výrazu: Neočekávaný operátor / Chyba ve výrazu: Neočekávaný operátor / Chyba ve výrazu: Neočekávaný operátor / Chyba ve výrazu: Neočekávaný operátor / Chyba ve výrazu: Neočekávaný operátor / Chyba ve výrazu: Neočekávaný operátor / Chyba ve výrazu: Neočekávaný operátor / Chyba ve výrazu: Neočekávaný operátor / Chyba ve výrazu: Neočekávaný operátor / Chyba ve výrazu: Neočekávaný operátor / Chyba ve výrazu: Neočekávaný operátor / -1.0000-0 | 105776 Q26780148  | Kategorie „Tři platany javorolisté“ na Wikimedia Commons                   | V zámeckém parku na platanové louce. |
| Skupina 9 ks listnatých stromů v zámecké zahradě ve Vidimi |                                                                            | Vidim 50°27′57″ s. š., 14°31′32″ v. d.                        | buk lesní dub červený javor klen liliovník tulipánokvětý platan javorolistý lípa řapíkatá ořešák černý | & Chyba ve výrazu: Neočekávaný operátor / Chyba ve výrazu: Neočekávaný operátor / Chyba ve výrazu: Neočekávaný operátor / Chyba ve výrazu: Neočekávaný operátor / Chyba ve výrazu: Neočekávaný operátor / Chyba ve výrazu: Neočekávaný operátor / Chyba ve výrazu: Neočekávaný operátor / Chyba ve výrazu: Neočekávaný operátor / Chyba ve výrazu: Neočekávaný operátor / Chyba ve výrazu: Neočekávaný operátor / Chyba ve výrazu: Neočekávaný operátor / Chyba ve výrazu: Neočekávaný operátor / Chyba ve výrazu: Neočekávaný operátor / Chyba ve výrazu: Neočekávaný operátor / Chyba ve výrazu: Neočekávaný operátor / -1.0000-0 | 105916 Q26780152  |                                                                            | V zámecké zahradě na území vesnické památkové zóny. |
| Buk u Chodče †                                             |                                                                            | Vysoká u Mělníka 50°25′6″ s. š., 14°32′14″ v. d.              | buk lesní                                                                                              | 490 | 103850 Q26788898  |                                                                            | Odumírající strom v Z okraj katastru, v lese, les.porost 633 F11. Po rozlomení a pádu koruny ochrana zrušena dne 14. října 2019. |
| Lípa u Vysoké                                              |                                                                            | Vysoká u Mělníka 50°24′32″ s. š., 14°32′47″ v. d.             | lípa malolistá                                                                                         | 395 | 103883 Q26788924  |                                                                            | Vlevo od silnice na Lhotku. |
| Dub u Zeměch                                               | Dub u Zeměch                                                               | Zeměchy u Kralup nad Vltavou 50°13′49″ s. š., 14°15′10″ v. d. | dub zimní                                                                                              | 450 | 103879 Q11832826  | Kategorie „Dub u Zeměch“ na Wikimedia Commons                              | V lesním odd. 33 d2, za rybníky, pod cyklotrasou 202 z Loun do Kralup nad Vltavou ve svahu vpravo po pravé straně Slatinského potoka. |
| Dub letní u Želíz                                          |                                                                            | Želízy 50°25′59″ s. š., 14°27′54″ v. d.                       | dub letní                                                                                              | 400 | 106388            |                                                                            | V CHKO Kokořínsko - Máchův kraj. |
| Lípa v Malém Hubenově                                      |                                                                            | Želízy 50°25′20″ s. š., 14°27′28″ v. d.                       | lípa malolistá                                                                                         | 295 | 103871 Q26788914  |                                                                            | Malý Hubenov, u čp. 135 |